# Burgwal (Kampen)
De Burgwal  is een straat in het centrum van de Nederlandse stad Kampen. De Burgwal loopt vanaf de Prinsenstraat tot de Hagenkade waarin hij overgaat. Zijstraten van de Burgwal zijn de Kerkstraat, Botervatsteeg, Karpersteeg, Meeuwenweg, Marktsteeg, Nieuwe Markt, Broederstraat, Morrensteeg, Burgwalstraat, Geerstraat, Schoolstraat, Muntsteeg, Vliersteeg, Boven Hofstraat en de Venestraat. De Burgwal is ongeveer 1300 meter lang. Evenwijdig aan de Burgwal loopt de Burgel (stadsgracht) met daar weer naast de Vloeddijk.

## Geschiedenis
Voor de 15de eeuw was de Burgwal de stadsgracht en begrenzing van de stad. Deze stadsgracht met dubbele rijen oude eiken met een smalle voetgangersbrug eroverheen behoort tot de oudste grachten met aan de overzijde statige herenhuizen. Aan de Burgwal 85 bevindt zich onder andere ook de Lutherse Kerk uit 1843 (rijksmonument) alsook de Burgwalkerk uit 1875 aan de Burgwal 60 (PKN kerk) en de achterzijde van de Broederkerk op de hoek van de Broederstraat en de Burgwal. Tot slot bevindt zich op nr. 101 een Oud Gereformeerde Gemeente in Nederland.

## Trivia
Kampen heeft officieel geen Singelgracht. De "binnensingel" draagt de naam Burgwal (Burgel op z'n Kampens). En de 'buitensingel' droeg de naam Stadsgracht in de 19e eeuw. Maar thans heet hij Broedersingel.

## Fotogalerij

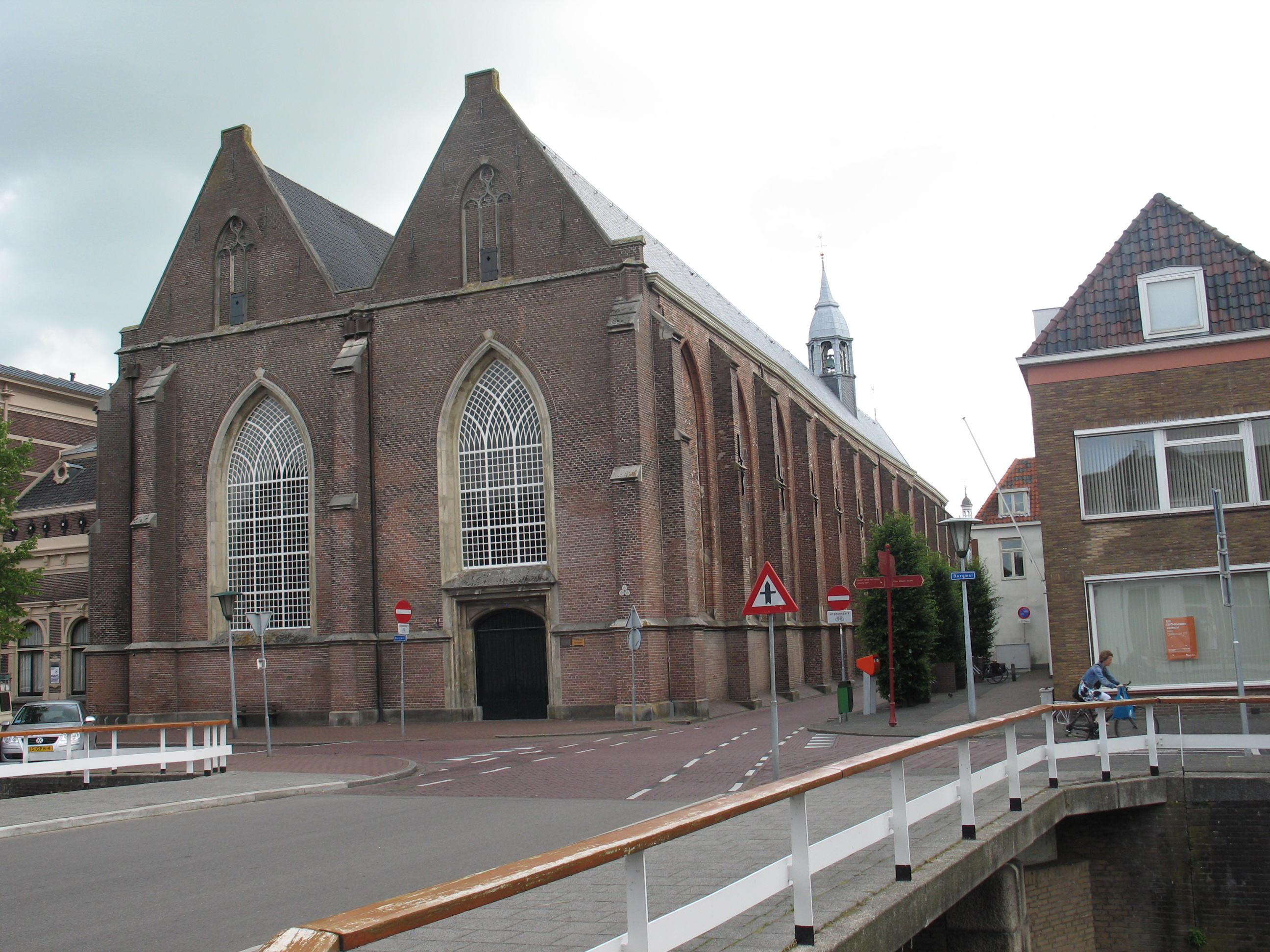
Broederkerk hoek Burgwal en de Broederstraat 16 te Kampen
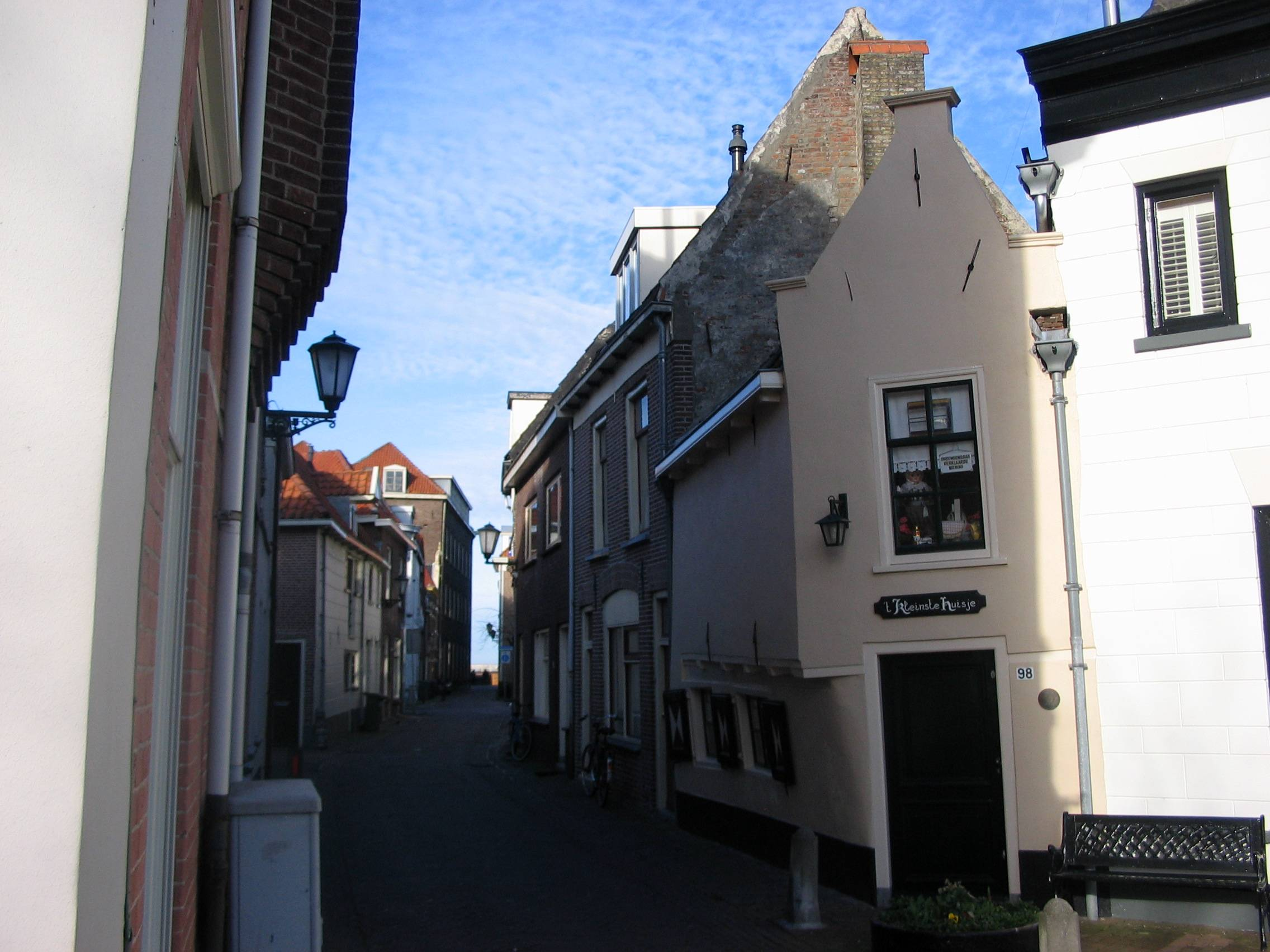
't Kleinste huis Burgwal 98
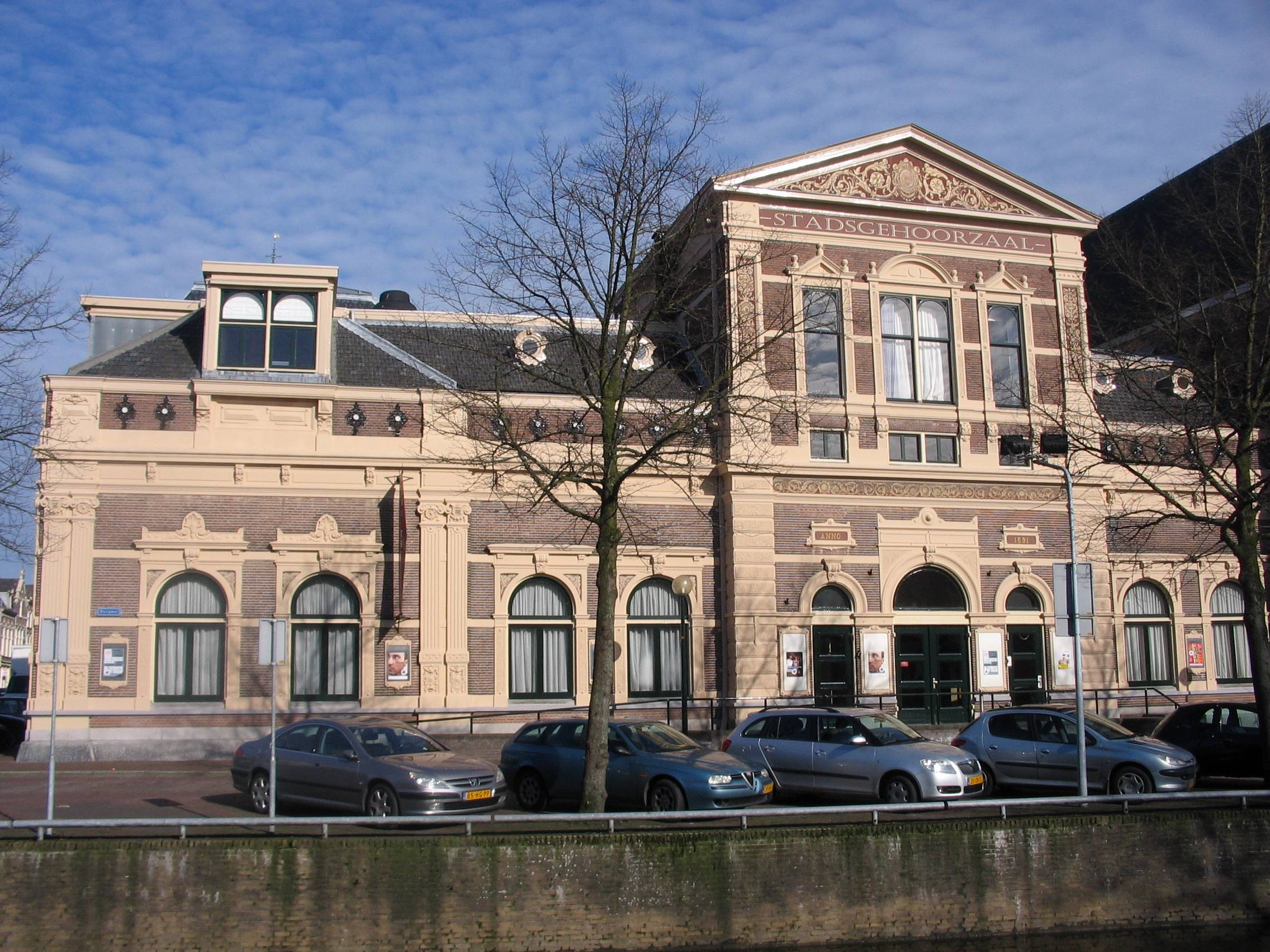
Stadsgehoorzaal Burgwal 84 (rijksmonument monument)
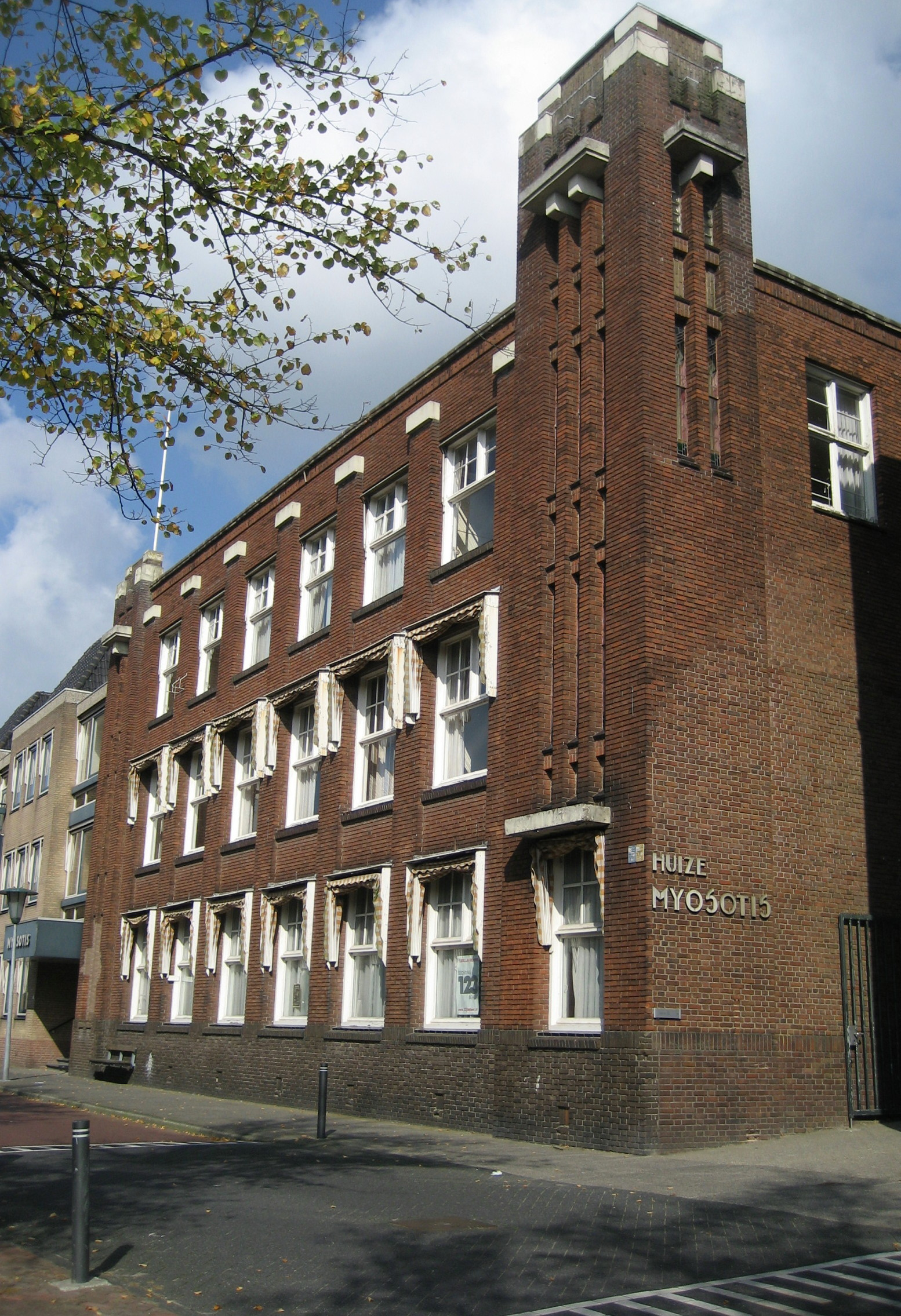
Voormalig Huize Myosotis Burgwal 49 (gemeentelijk monument)
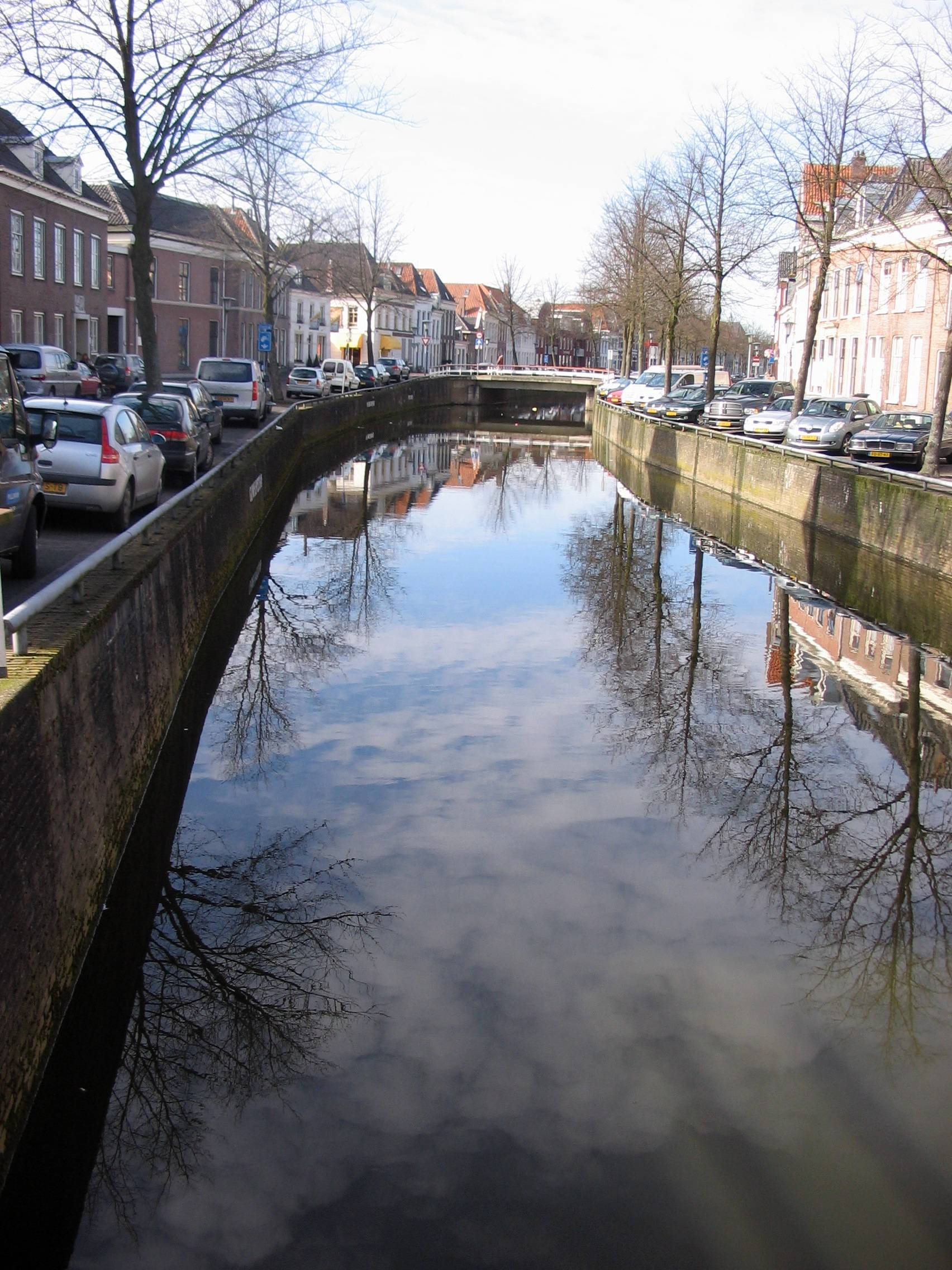
Stadgracht Burgel tussen de Vloeddijk en de Burgwal

Botermarkt ·
Broederweg ·
Buiten Nieuwstraat ·
Burgwal ·
Burgwalstraat ·
Gasthuisstraat ·
Geerstraat ·
Groenestraat ·
Kerkstraat ·
Koornmarkt ·
Muntplein ·
Nieuwe Markt ·
Oude Raadhuisplein ·
Oudestraat ·
Plantage ·
Van Heutszplein ·
Vloeddijk ·
Voorstraat ·
IJsselkade